# Dicliptera katangensis
Dicliptera katangensis är en akantusväxtart som beskrevs av Wildem.. Dicliptera katangensis ingår i släktet Dicliptera och familjen akantusväxter. Inga underarter finns listade i Catalogue of Life.